# Teucrium rivas-martinezii
Teucrium rivas-martinezii là một loài thực vật có hoa trong họ Hoa môi. Loài này được Alcarez & al. miêu tả khoa học đầu tiên năm 1984.